# Соната для фортепіано № 1 (Бетховен)
Соната для фортепіано № 1, фа мінор, op. 2 № 1, Л. Бетховена — перша з циклу трьох сонат op. 2, присвячених Йозефу Гайдну. Написана 1795 року й належить до раннього періоду творчості композитора.
Соната має чотири частини:
1. Allegro (f-moll)
2. Adagio (F-dur)
3. Menuetto. Allegretto (f-moll)
4. Prestissimo (f-moll)

|  |  |
|  |  |